# Rebell Robert

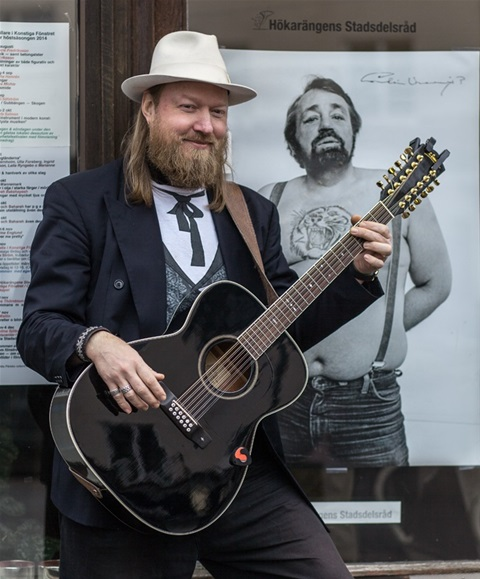
Rebell Robert i september 2012

Robert Rebell Fors född 23 mars 1969, mer känd som Rebell Robert, är en punkmusiker som jobbat som yrkesmusiker sedan 1989 och spelar gitarr och sjunger.

## Biografi
Rebell Robert började sin karriär som yrkesmusikant. Han spelade då en blandning av akustisk punk och ballader men tolkade också  låtar av Ebba grön och Imperiet. Under senare år har han satsat på en professionell musikkarriär och driver sitt eget bokningsbolag Säkra Bokningar i Stockholm.
År 2004 blev han utnämnd till "Bästa artist" av Allt om Stockholm 2004, "Bäst i Stan" av Allt om Stockholm 2005 och "Bästa Gatumusikant" 2008 av City.
Rebell Robert har medverkat i reklam för Glocalnet och Guitar Hero II för Xbox 360, en trailer på Kanal 5, Gameplayer TV, i programmet Cityfolk och skildrades i Daniel Granberg och Tomas Blidemans dokumentär "Pappa Rebell" (2008). Han var också med i ett avsnitt av Det okända på TV4. Han har också spelat bas och körat i punkbandet Kravallsubban lever och medverkat på en skiva med Bizex-B. Hans slogan är "Alltid på Turné", vilket refererar till att han alltid finns ute och spelar.